# Seagull Camera
Seagull Camera Co.,ltd — старейший китайский производитель фотоаппаратов.

## История
Компания Seagull Camera основана в 1958 году. К 2008 году компания произвела 21 миллион фотоаппаратов.
Компания располагается в Шанхае, в индустриальном парке Seagull. Компании принадлежит четыре завода: оптический завод, завод по сборке объективов, завод по сборке фотоаппаратов, фабрика цифровых фотоаппаратов.

## Продукция
Компания производит и разрабатывает:
- двухобъективные среднеформатные фотоаппараты;
- крупноформатные фотоаппараты;
- объективы;
- различные компоненты и аксессуары для фотографии: сумки, штативы, видоискатели, и т. д.

Большой популярностью пользуются двухобъекивные среднеформатные фотоаппараты Seagull 4А-105, 4А-107, 4А-109 — аналоги фотоаппарата Yashica mat. В США продаются с маркировкой Seagull GC. Формат кадра 6х6.